# Portrait de Madame Mary Graham
Le Portrait de Mme Mary Graham ou L'honorable Mme Graham est une peinture de Thomas Gainsborough datant de 1777. Elle a été réalisée l'année précédant le mariage de Mary avec Thomas Graham, le futur Lord Lynedoch. Le tableau est conservé dans la Galerie nationale d'Écosse à Edimbourg . Il s'agit de l'un des plus beaux portraits de Gainsborough, ayant d'ailleurs été très bien accueilli lorsqu'il a été exposé à l'Académie Royale en 1777.